# Fernando Romeo Lucas García

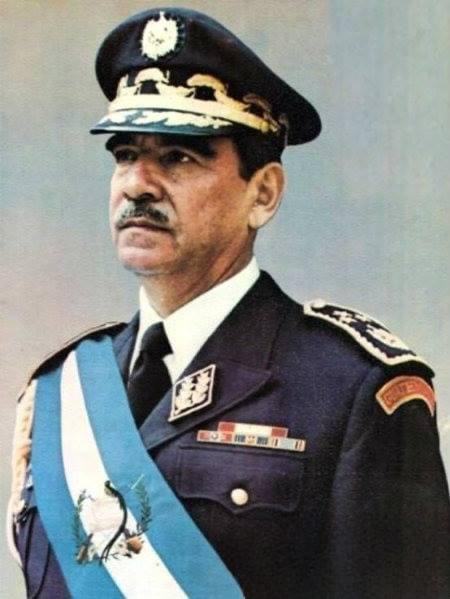
Fernando Romeo Lucas García

Fernando Romeo Lucas García (San Juan Chamelco, 4 juli 1924 – Puerto la Cruz, 27 mei 2006) was een Guatemalteeks dictator. Hij was president van Guatemala van 1978 tot 1982 en dus eerstverantwoordelijke voor de talloze gruweldaden tegen leden van de linkse oppositie en hun families gedurende deze periode. 
Lucas García trad in 1947 aan in het leger en klom op tot brigadegeneraal in 1973. Van 1958 tot 1963 zat hij namens het departement Alta Verapaz in het Congres van de Republiek, en werd vervolgens chef-staf van het leger en minister van Defensie.
In 1978 werd hij namens de Institutioneel Democratische Partij (PID) tot president gekozen. Hij versloeg de generaal Ricardo Peralta Méndez en majoor Enrique Peralta Azurdia, hoewel er twijfels waren over de eerlijkheid van die verkiezingen. Daar hij niet de absolute meerderheid haalde kwam de uiteindelijke beslissing toe aan het Congres, waarin de PID en bongenoten een meerderheid hadden, zodat Lucas García tot president werd gekozen. Gewapende aanhangers van Peralta Méndez' Nationale Bevrijdingsbeweging (MLN) bezetten een tijdje het kantoor van de kiescommissie uit protest. 
Onder Lucas García's bewind nam de vervolging van tegenstanders en het aantal politieke moorden, sowieso al hoog, toe. In 1979 werden de sociaaldemocratische politici Manuel Colom en Alberto Fuentes Mohr door militairen vermoord. In 1980 bezette een oppositiegroep de Spaanse ambassade, die vervolgens door het leger in brand werd gestoken. 39 mensen verloren het leven, en vicepresident Francisco Villagrán Kramer trad uit protest af. Verder werd zijn termijn vooral gekenmerkt door de bouw van publieke werken, waaronder het Chixoy-stuwmeer, de Internationale Luchthaven Santa Elena-Flores en werd het departement El Petén voor het eerst door middel van een verharde weg met de rest van het land verbonden. Ook investeerde hij in de bouw van nieuwe ziekenhuizen en startte hij een alfabetiseringscampagne. 
Kort voor het einde van zijn termijn, in 1982, werd hij omvergeworpen door Efraín Ríos Montt, om te voorkomen dat de frauduleus gekozen Ángel Aníbal Guevara als president kon aantreden. Lucas García vluchtte vervolgens naar Venezuela, het geboorteland van zijn echtgenote. In 1999 werd hij samen met een aantal andere politici uit zijn periode door Rigoberta Menchú in Spanje aangeklaagd wegens misdaden tegen de menselijkheid. In 2005 werd een internationaal arrestatiebevel uitgevaardigd, maar Venezuela weigerde zijn uitlevering. Hij overleed een jaar later aan de ziekte van Alzheimer.